# غرانت فيتزباتريك
غرانت فيتزباتريك (بالإنجليزية: Grant Fitzpatrick)‏ هو سباح أسترالي، ولد في 18 مارس 1976 في Blacktown ‏ في أستراليا.